# Jamyang Namgial
Jamyang Namgial (ur. 3 czerwca 1985) – indyjski narciarz alpejski. Olimpijczyk z Vancouver 2010, gdzie zajął 81. miejsce w slalomie gigancie.
W 2009 roku startował w zawodach Pucharu Świata w Val d’Isère, w których zajął 82 lokatę. Jego najlepszy wynik w zawodach FIS-u to trzynaste miejsce w supergigancie w 2011 roku. Uzyskał je w kazachskim ośrodku narciarskim Szymbułak niedaleko Ałmaty.